# Mihail Moxa
Mihail Moxa (sau Mihail Moxalie, n. circa  1585/1590 – d. circa 1650) a fost un călugăr de la Mănăstirea Bistrița din Județul Vâlcea și unul dintre cărturarii români importanți din secolul al XVII-lea. 

## Lucrări

### Cronograful Țării Românești
Din îndemnul episcopului Teofil al Râmnicului, viitorul mitropolit, scrie prima istorie universală, care este cea dintâi lucrare de acest gen în limba română, lucrare cunoscută sub numele de Cronograful Țării Românești.
Importanța lucrării constă în aceea că, după ce tratează la început aspecte generale ale istoriei universale, „De-nceputul lumieei de'ntâiu”, ajunge ca la final să vorbească despre „când s-a început a se descăleca Țara Moldovei”. La sfârșitul cronografului prezintă câteva informații despre țările românești, cea mai lungă știre fiind despre lupta lui Mircea contra turcilor la Rovine, sursă de inspirație pentru Scrisoarea a III-a a lui Mihai Eminescu.  Lucrarea a fost terminată în anul 1620.  Cele 99 de capitole expun fapte petrecute de la facerea lumii până la anul 1489, cu știri despre popoarele antice (evrei, asirieni, egipteni, perși, romani) și medievale (bulgari, sârbi, turci), stăruind însă asupra istoriei Bizanțului.
Pentru realizarea lucrării sale, Mihail Moxa folosește importante documente ale epocii: Cronica lui Constantin Manasses (secolul XII), „Cronografia pe scurt a patriarhului Nichifor al Constantinopolului”, „Cronica universală a lui Simion magistrul și logofățul”, "Cronica lui Ioan Zonaras", "Cronica anilor 1296-1413 (atribuită lui Ioan Chortasmenos), așa - zisele „Letopisețe sârbești noi”, „Letopisețul de la Putna”, iar unele informații le-a luat direct din Biblie.
Soarta manuscrisului este următoarea: manuscrisul a fost descoperit la mănăstirea Bistrița în anul 1845 de filologul rus Vasili Grigorovici, care-l publică la Kazan în anul 1851. În prezent manuscrisul se află la Moscova, în muzeul Rumianțov, unde l-a copiat Grigore Tocilescu în anul 1877 și i-a trimis copia lui Bogdan Petriceicu Hasdeu, care apublicat-o în Cuvente den batrâni, (vol. I, 1878). Titlul este: De-nceputul lumiei de-ntâiu. Lucrarea este un fel de istorie universală, care începe de la "facerea lumii", vorbește de asirieni, egipteni, perși, trecând apoi la romani. Face pe scurt istoria Republicii Romane, după care enumeră împărații de Apus și de Răsărit, până la stabilirea domniei turcești în Europa și termină cu primele lupte ale turcilor cu românii la 1489.

### Traducător
Mihail Moxa este și traducătorul Pravilei de la Govora în românește (1640-1641), care a apărut în două tiraje, unul pentru Țara Românească, altul pentru Transilvania.
A mai rămas de la Mihail Moxa un manuscris românesc cu 137 foi,  provenit de la mănăstirea Bistrița, azi în Muzeul Britanic din Londra, care cuprinde o învățătură a Sf.  Vasile cel Mare către preoți, Tâlcul Sf.  Liturghii a Sfântul Grigorie Teologul, câteva slujbe.